# 千種村 (三重県)
千種村（ちくさむら）は三重県三重郡にあった村。現在の菰野町の中部、概ね三滝川の左岸にあたる。

## 地理
- 山岳：釈迦ヶ岳
- 河川：三滝川、朝明川、海蔵川、竹谷川、鳥井戸川

## 歴史
- 1889年（明治22年）4月1日 - 町村制の施行により、潤田村・音羽村・千草村の区域をもって発足。
- 1955年（昭和30年）4月1日 - 朝上村と合併して朝明村が発足。同日千種村廃止。